# 佐竹美佐子
佐竹 美佐子（さたけ みさこ、女性、1951年1月19日 - ）は、元バスケットボール選手である。

## 来歴
宮崎県立妻高等学校から第一勧銀に入社し、タイトル獲得。1974年には日本リーグMVPにも選ばれる。
また、全日本にも選ばれる。1975年世界選手権では準優勝メンバーとなり、モントリオールオリンピックにも出場した。

## 日本代表歴
- 1970アジア選手権
- 1974アジア選手権
- 1975世界選手権
- 1976モントリオール五輪